# Преврат в България (1881)
Превратът в България от 1881 г. се състои на 27 април 1881 г. В дъното на преврата стои княз Александър I Батенберг, подкрепян от Руската империя и подпомогнат от военния министър генерал Казимир Ернрот и консервативната партия. С преврата князът  сваля правителството на Петко Каравелов и суспендира Търновската конституция. Въпреки това продължава да се придържа към нейни основни принципи като провеждането на парламентарни избори, макар и при ограничени свободи.

## Причини
При управлението на правителството на Каравелов разривът между княз Батенберг и правителството по отношение на вътрешната политика се задълбочава. След няколко месеца управление все още не са създадени редица необходими държавни институции, а междупартийните ежби правят Народното събрание обект на присмех, отразяван широко в пресата, като с непостоянното си поведение политиците затвърждават убеждението в чужбина, че са неспособни да управляват. Съдебната администрация е покварена, пътища и мостове се рушат. Поради липса на действена полиция из страната се формират все по-големи групи хора уж за самозащита, но на практика за нападения, често над турски села и князът е принуден да изпрати военния министър Ернрот да въдвори ред.
Ограничените права, които конституцията дава на княза, не му дават възможност да оказва по-голямо влияние. По-ранните опити да направи нещо по въпроса срещат твърдата съпротива на император Александър II.
След убийството на руския император на 1 март 1881 г. Батенберг заминава за погребението му, където уговаря новия руски император Александър III да го подкрепи. В резултат на това руското правителство започва да разглежда възможностите за промяна на формата на управление на България и евентуално въвеждане на абсолютна монархия, но в крайна сметка се произнася в полза на временно преустановяване на действието на Търновската конституция, но от свикано Велико народно събрание. Князът получава съгласие за действия в тази посока и от руските съюзници Германия и Австро-Унгария.

## Хронология
Веднага след като се завръща в България на 16 април, княз Александър започва подготовка за преврата. На 27 април 1881 г. той издава прокламация, с която назначава нов кабинет начело с военния министър Казимир Ернрот и свиква Велико народно събрание, което да увеличи правомощията или да приеме абдикацията му. Прокламацията е посрещната благосклонно от Великите сили, Османската империя и съседните на България държави, а първоначално не предизвиква и силни реакции в българското общество, като дори крайните либерали заемат изчаквателна позиция.
В деня на прокламацията княз Александър издава указ, който разделя страната на 5 области, начело на които застават „чрезвичайни комисари“. Комисарите поемат задачата да организират провеждане на избори за II велико народно събрание. Организират се военни съдилища и започва полицейски терор и нарушения на избирателните права. Събранието дава изключителни права на Батенберг да управлява чрез укази в продължение на 7 години от 1881 до 1888 г. На практика този период, известен като „Режим на пълномощията“ продължава само до 1883 г., когато Търновската конституция е възстановена.

## В литературата
През 1994 г. издателство „Български писател“ издава за първи път „Превратът“ от Захарий Стоянов, съвременник на събитията. Ръкописът на книгата се съхранява в продължение на десетилетия в Народната библиотека и само малък откъс от него е публикуван през 1966 г. в избраната публицистика на З. Стоянов.